# Gorodok (Krasnodar)
Gorodok (del ruso: Городок) es un jútor del raión de Apsheronsk del krai de Krasnodar, en Rusia. Está situado en las vertientes septentrionales del Cáucaso Occidental, a orillas del río Kura, afluente del Pshish, de la cuenca del Kubán, 28 km al oeste de Apsheronsk y 75 km al sureste de Krasnodar, la capital del krai. Tenía 246 habitantes en 2010.
Pertenece al municipio Kurinskoye.